# ミャー・ダイアモンド
ミャー・ダイアモンド（Mya Diamond, ハンガリー語: Koroknai Júlia, 1981年4月11日 – ）は、ハンガリーのポルノ女優。
2006年FICEB Ninfa賞受賞。